# Świeryż Pierwszy
Świeryż Pierwszy – wieś w Polsce położona nad rzeką Słudwią w województwie łódzkim, w powiecie łowickim, w gminie Łowicz.
W latach 1975–1998 miejscowość administracyjnie należała do województwa skierniewickiego.